# Erich Becker (Physiker)
Erich Johannes Heinrich Becker (* 7. November 1961 in Marburg) ist ein deutscher Physiker. 

## Leben
Becker erhielt im Juni 1981  die Hochschulreife und trat im selben Jahr seinen Wehrdienst an. Seit 1982 studierte er Physik an der Technischen Hochschule Darmstadt und an der Universität Marburg. In Marburg graduierte er im Juni 1988 zum Diplom-Physiker. In seiner Diplomarbeit beschäftigte er sich mit Asymmetriefluktuationen beim Zerreißen eines Tröpfchens. Anschließend ging er an das Max-Planck-Institut für Strömungsforschung, wo er seine Dissertation vorbereitete. Im November 1991 wurde er an der Universität Göttingen zum Doktor der Naturwissenschaften promoviert. Die Dissertation trägt den Titel Nichtlineare Tropfenschwingungen unter Berücksichtigung von Oberflächenspannung und Viskosität.
Nach der Promotion wurde Becker am Institut wissenschaftlicher Mitarbeiter. Dort blieb er bis Januar 1993, im nächsten Monat stellte ihn in der gleichen Position das Leibniz-Institut für Atmosphärenphysik an.
Im November 2003 wurde Becker von der Universität Rostock für Atmosphärenphysik habilitiert. Seine Habilitationsschrift heißt Energetics of turbulent momentum diffusion and gravity wave breakdown in general circulation models of the atmosphere. Noch bis August 2006 blieb er Mitarbeiter am Institut, dann wurde er als Abteilungsleiter für Theorie und Modellierung eingesetzt. Im September 2006 berief ihn die Universität zum Professor für theoretische Atmosphärenphysik.
Seit Dezember 2019 arbeitet Becker bei NorthWest Research Associates in Boulder (Colorado).
Becker beschäftigt sich mit Dynamik der Atmosphäre von der Grenzschicht bis zur unteren Thermosphäre, mit Wellen und Turbulenz in der Atmosphäre, mit der Physik des Klimas und mit globalen Zirkulationsmodellen.

## Veröffentlichungen (Auswahl)
- Nichtlineare Tropfenschwingungen unter Berücksichtigung von Oberflächenspannung und Viskosität (Göttingen, Max-Planck-Institut für Strömungsforschung 1991)
- Energetics of turbulent momentum diffusion and gravity wave breakdown in general circulation models of the atmosphere (Kühlungsborn, Leibniz-Institut für Atmosphärenforschung 2003)